# Jean-François Pouliot
Jean François Pouliot (Mont-real, 1957) és un director de cinema quebequès.
Després d'obtenir una llicenciatura en Arts de la Comunicació de la Universitat de Concòrdia i estudiar Filosofia, Pouliot va començar a treballar a Mont-real com assistent de càmera en pel·lícules locals, així com en altres internacionals com "Hi havia una vegada a Amèrica" de Sergio Leone o "L'hotel New Hampshire" de Tony Richardson. Durant aquest temps, fent equip amb Robert Belisle, va co-escriure i co-dirigir una sèrie de curts d'animació per a l'Office national du film du Canada (ONF).
El 1982, treballà a Cossette Comunication Màrqueting, l'agència de publicitat més gran del Canadà. Ràpidament va ser promogut a director creatiu i va guanyar dues vegades el Gran Premi del Mundial de la Publicitat de parla francesa.
El 1988, es va decidir tornar a fer cinema. Pouliot va començar a treballar per Fabrique d'Images, una de les majors productores del país per a la publicitat televisiva. Va dirigir anuncis, principalment per als clients canadencs, però també per als americans i europeus, i va guanyar un Lleó de Plata a Cannes per a un anunci de Loto-Quebec. Durant quinze anys va ser un director de comercials amb molt èxit, arribant a rodar uns 500 anuncis.
Pouliot estava interessat a rodar llargmetratges i es va entusiasmar quan va llegir el guió de La gran seducció de Ken Scott. Va decidir dirigir la pel·lícula, però per fer-ho va haver de posposar el llançament d'una nova companyía de programari anomenada Eloda que rastrejaria la publicitat en televisió i digitalitzaria els anuncis per als clients. Pouliot va haver de demanar permís als seus inversors per poder filmar la pel·lícula.

## Filmografia
- 1979 : Canada Vignettes: The Egg
- 1998 : Émilie de la nouvelle lune ("Emily of New Moon") (sèrie TV)
- 2003 : La Grande Séduction
- 2006 : Le Guide de la petite vengeance
- 2008 : Champlain retracé, une œuvre en 3 dimensions, ONF